# Can Grapes
Can Grapes és una obra de Santa Pau (Garrotxa) inclosa a l'Inventari del Patrimoni Arquitectònic de Catalunya.

## Descripció
És una casa de planta baixa i pis, construïda amb pedra volcànica i carreus ben escairats a les obertures i als angles de la casa. Hi ha una inscripció que diu "BATISTA PACES MA FETA + ANY 17 IHS 63".

## Història
La vila de Santa Pau va créixer per la part nord, fora del recinte fortificat. L'any 1466 la reina, donya Joana, cedeix uns terrenys situats prop de la porta de la Vila Nova per construir una plaça: la Plaça del Baix. Construïts els grans casals que l'envoltaren es va passar, al segle xviii a la construcció dels edificis del carrer del Pont. Posteriorment, al segle XIX es bastiren les cases del carrer Major.